# Cinema da Ucrânia

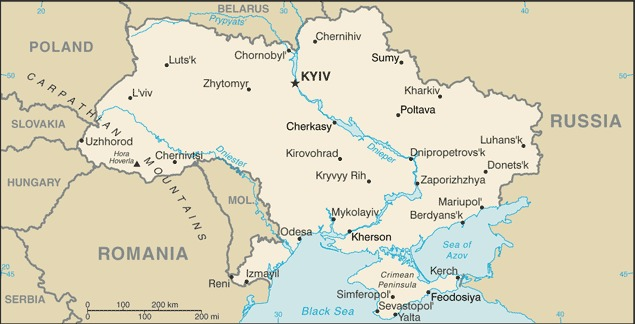
Mapa político da Ucrânia, com as principais cidades

O cinema ucraniano compreende a arte do cinema e filmes criativos feitos na nação da Ucrânia e também por cineastas ucranianos no exterior.
Apesar de uma história de produções importantes e bem-sucedidas, a indústria sempre se caracterizou por um debate sobre sua identidade, o nível de influência russa e europeia. Os produtores ucranianos estão ativos em coproduções internacionais, enquanto os atores, diretores e equipe ucraniana aparecem regularmente em filmes russos (e ex-soviéticos). Filmes de sucesso foram baseados em pessoas, histórias ou eventos ucranianos, incluindo Battleship Potemkin, Man with a Movie Camera e Everything Is Illuminated .
A Ucraniana State Film Agency é proprietária do National Oleksandr Dovzhenko Film Center, laboratório de cópia de filmes e arquivo, e participa da organização do Festival Internacional de Cinema de Odesa . Outro festival, Molodista em Kiev, é o único Festival Internacional de Cinema credenciado pela FIAPF realizado na Ucrânia; o programa da competição tem seções para filmes de estudantes, primeiros curtas-metragens e primeiros longas-metragens de todo o mundo. É realizada durante o mês de outubro de cada ano.
A Ucrânia influenciou a história do cinema. Os diretores ucranianos Alexander Dovzhenko, frequentemente citado como um dos mais importantes primeiros cineastas soviéticos, além de ser um pioneiro da teoria da montagem soviética, Dovzhenko Film Studios, e Sergei Parajanov, diretor de cinema armênio e artista que fez contribuições significativas para o ucraniano, armênio e cinema georgiano. Ele inventou seu próprio estilo cinematográfico, o cinema poético ucraniano, totalmente descompassado com os princípios orientadores do realismo socialista.

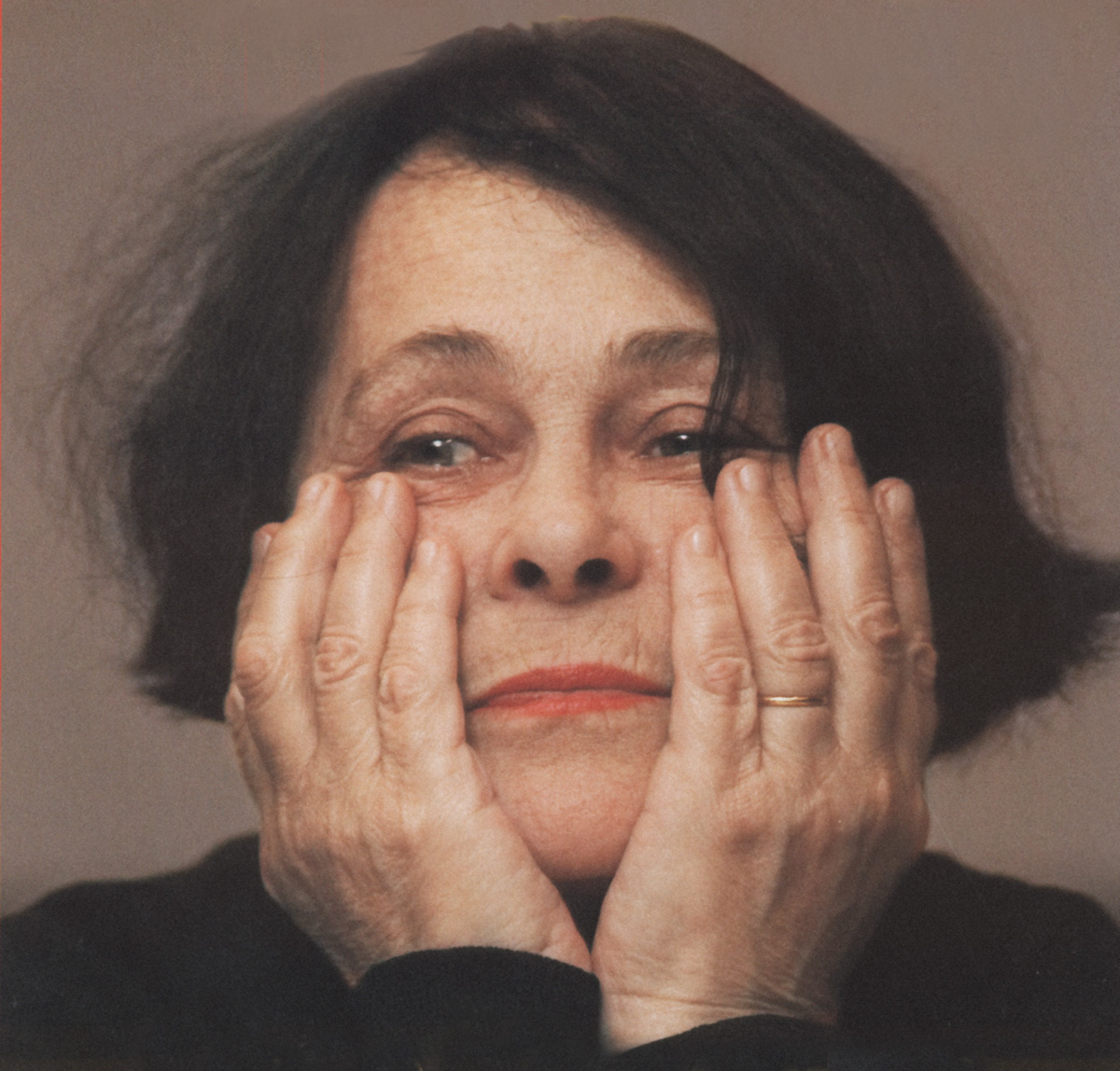
Cineasta Kira Muratova

Outros diretores importantes, incluindo Kira Muratova, Sergei Loznitsa, Myroslav Slaboshpytskyi, Larisa Shepitko, Sergei Bondarchuk, Leonid Bykov, Yuri Ilyenko, Leonid Osyka, Ihor Podolchak com seu Delirium e Maryna Vroda . Muitos atores ucranianos alcançaram fama internacional e sucesso de crítica, incluindo: Vera Kholodnaya, Bohdan Stupka, Eugene Hütz, Milla Jovovich, Olga Kurylenko, Mila Kunis, Mark Ivanir .

## História do cinema na Ucrânia

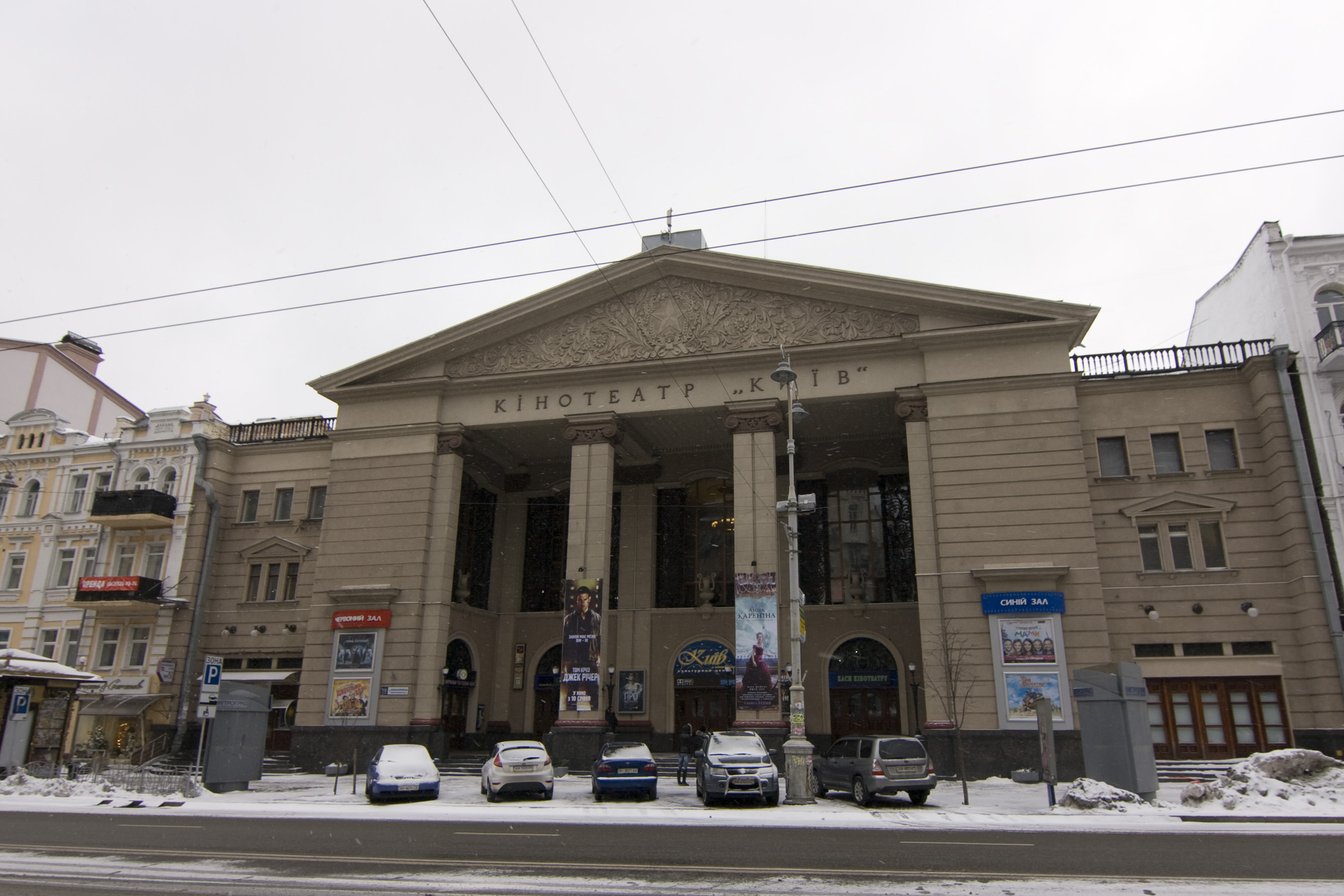
Cinema de Kiev

### Filmes de SSR ucraniano por venda de ingressos
| título ucraniano          | título em inglês                | Ano  | Ingressos vendidos ( milhões ) |
| ------------------------- | ------------------------------- | ---- | ------------------------------ |
| НП – Надзвичайна пригода  | EA - Acidente Extraordinário    | 1959 | 47,5                           |
| У бій ідуть лише «старі»  | Só os velhos vão para a batalha | 1973 | 44.3                           |
| Вдалечінь від батьківщини | Longe da pátria                 | 1960 | 42,0                           |
| Доля Марини               | Destino de Marina               | 1954 | 37,9                           |
| Подвиг розвідника         | Agente secreto                  | 1947 | 22.73                          |

### Diretores de cinema notáveis e atores
Diretores ucranianos proeminentes incluem Oleksandr Dovzhenko, Dziga Vertov e Serhiy Paradzhanov . Dovzhenko é frequentemente citado como um dos mais importantes primeiros cineastas soviéticos, além de ser um pioneiro da teoria da montagem soviética e fundador da Dovzhenko Film Studios . Em 1927, Dziga Vertov mudou-se de Moscou para a Ucrânia . No estúdio de cinema VUFKU realizou vários documentários de vanguarda, entre eles The Eleventh Year, Man with a Movie Camera e o primeiro documentário sonoro ucraniano Enthusiasm (Symphony of the Donbass) . Paradzhanov foi um diretor de cinema e artista armênio que fez contribuições significativas para o cinema ucraniano, armênio e georgiano ; ele inventou seu próprio estilo cinematográfico, o cinema poético ucraniano, que estava totalmente em desacordo com os princípios orientadores do realismo socialista . Muitos atores de origem ucraniana alcançaram fama internacional e sucesso de crítica, incluindo Vira Kholodna, Bohdan Stupka, Sergei Makovetsky, Mike Mazurki, Natalie Wood, Danny Kaye, Jack Palance, Milla Jovovich, Olga Kurylenko e Mila Kunis .

## Governo e órgãos civis envolvidos
Esta esfera é administrada pelo Ministério da Cultura da Ucrânia e pela Associação Ucraniana de Cinematógrafos .
O órgão executivo central da cinematografia na Ucrânia é a Ucraniana State Film Agency (USFA). Juntamente com a Fundação Cultural Ucraniana, é o maior investidor no cinema ucraniano e, a partir de 2019, cada uma dessas instituições está investindo cerca de UAH 500 milhões na produção de filmes ucranianos.

## estúdios de cinema

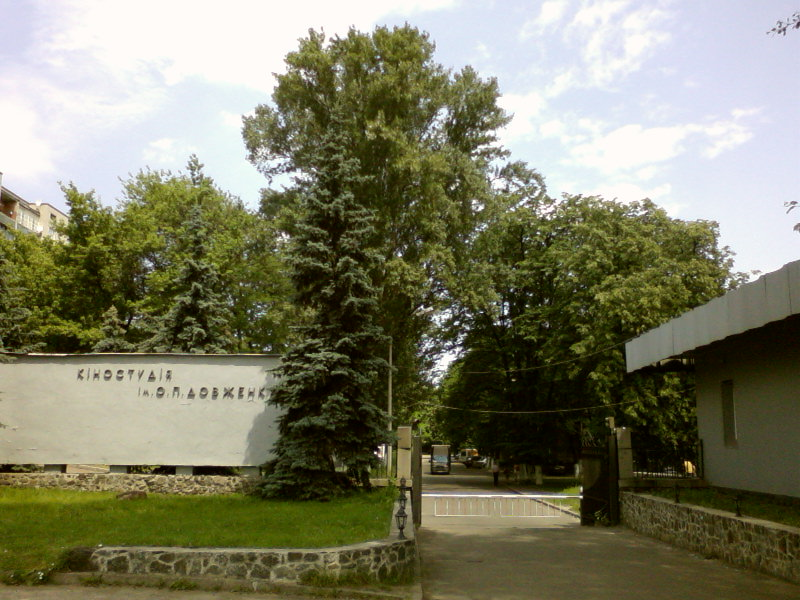
Entrada central para os Dovzhenko Film Studios

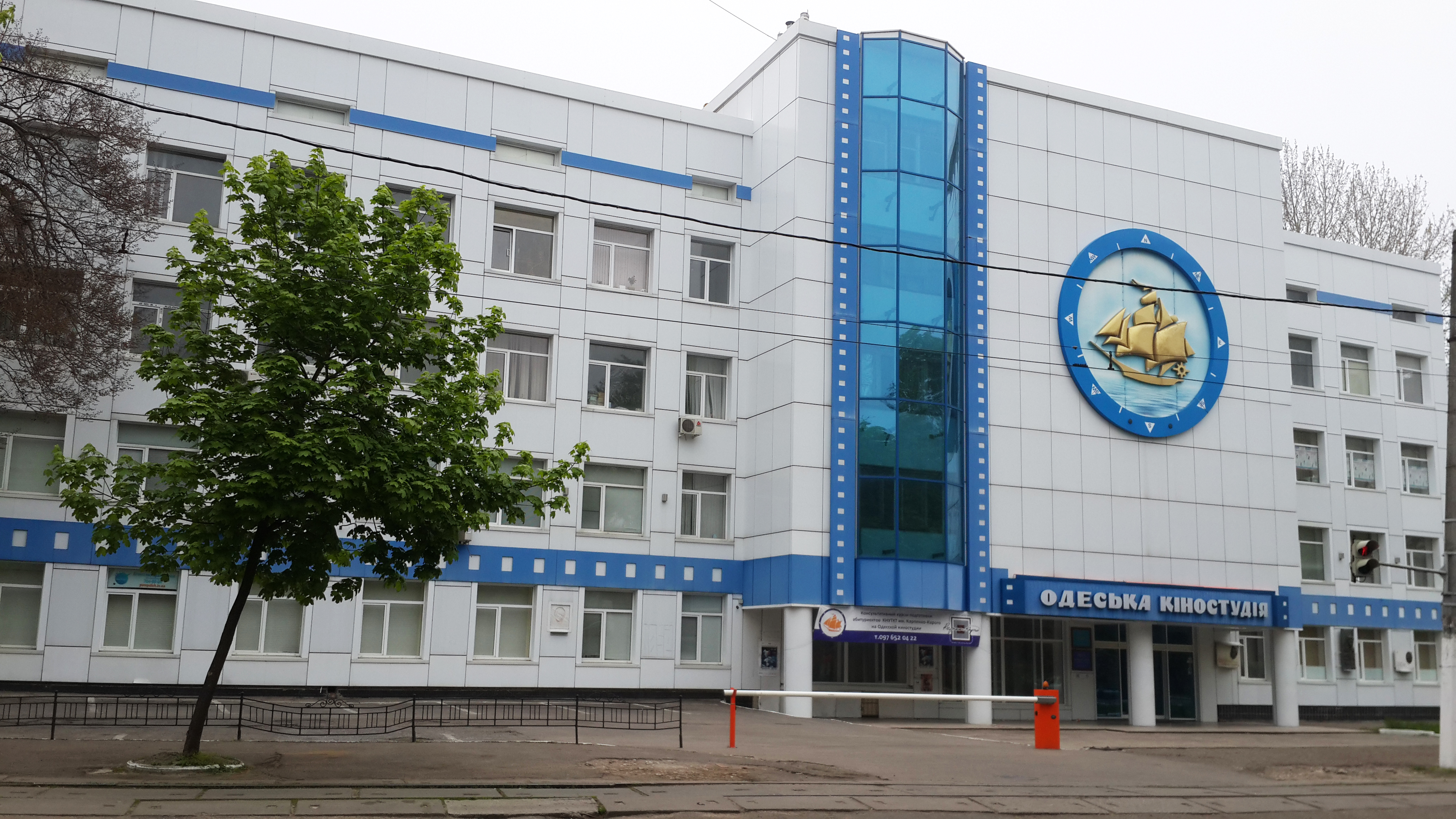
Exterior do Estúdio de Cinema de Odesa

### propriedade do estado
- Dovzhenko Film Studios ( Kiev )
- Kyivnaukfilm (Kyiv)
- Cinemateca Nacional da Ucrânia (antiga parte de Kyivnaukfilm) (Kyiv)
- Estúdio de Cinema de Odesa ( Odesa )
- Ukranimafilm (anteriormente parte de Kyivnaukfilm) (Kyiv)
- Ukrtelefilm (Kyiv)
- Yalta Film Studio[8] ( Yalta )

### Propriedade privada

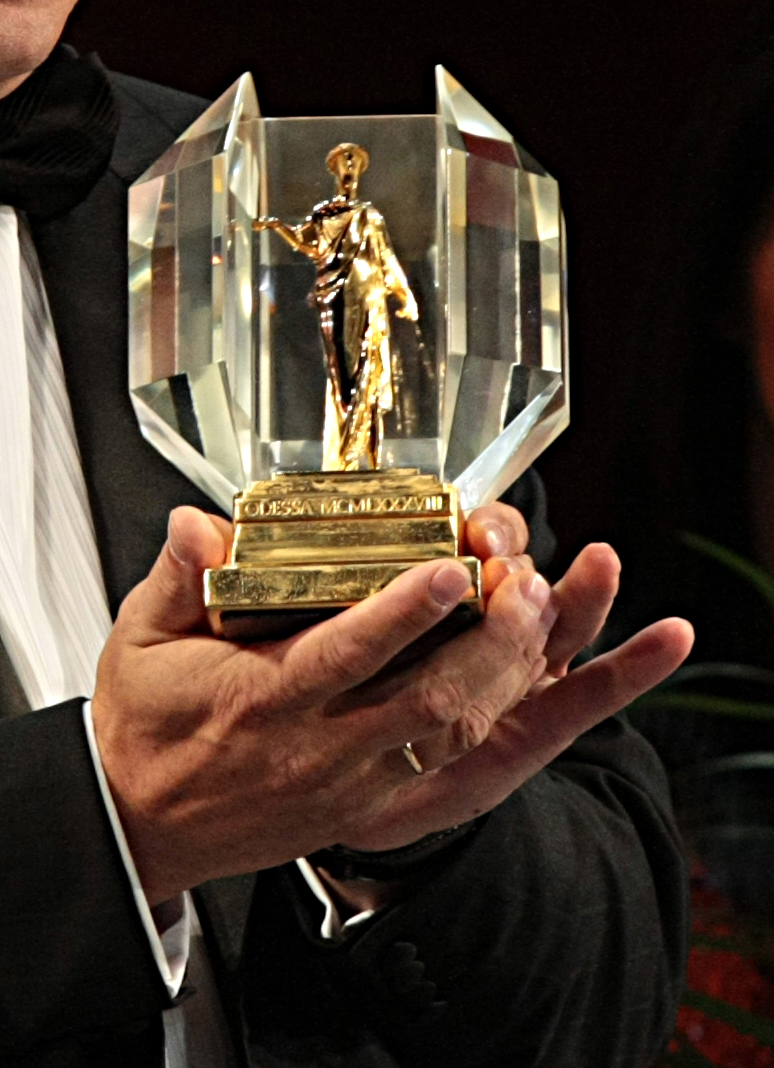
Grande Prêmio do Festival de Cinema de Odesa

- Animagrad (Kyiv)
- Film Service Illuminator
- Film.UA (Kyiv)
- Fresh Production
- Halychyna-Film Film Studio (Lviv)
- Interfilm Production Studio
- Kinofabryka
- Odesa Animation Studio (Odesa)
- Panama Grand Prix (Kyiv)
- Patriot Film
- Pronto Film (Kyiv)
- Star Media
- Yalta-Film Film Studio[9] (Yalta)

## Prêmios

### Prêmios atuais

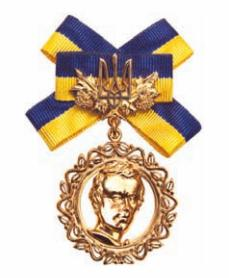
Prêmio Nacional Shevchenko para atos performáticos

- Prêmio Nacional Shevchenko, para as Artes Cênicas
- Prêmio Estadual Dovzhenko da Ucrânia
- Cervo cita, o prêmio principal do Molodista do Festival Internacional de Cinematografia Estudantil[10]
- Golden Dzyga (Ukrainian Film Academy Awards), o prêmio principal do Festival Internacional de Cinema de Odesa (OIFF) [11][12]
- Coelho ensolarado do festival internacional de cinematografia estudantil Molodist
- Panorama ucraniano do festival internacional de cinematografia estudantil Molodist

Em 1987, o engenheiro e animador ucraniano Eugene Mamut, juntamente com três colegas, ganharam o Oscar ( Prêmio Científico e de Engenharia ) pelo design e desenvolvimento da Impressora Óptica de Efeitos Especiais RGA/Oxberry Compu-Quad para o filme Predator . o io oi oio io iooi io io ioi oi o o i o
Em 2006, o engenheiro e inventor ucraniano Anatoliy Kokush recebeu dois Oscars pelo conceito e desenvolvimento do guindaste de câmera giro-estabilizado ucraniano e do Flight Head. i oi i iooi io io oioi io oiio io oioi io io ioio io

### Prêmios anteriores
- Prêmio Lenin Komsomol da RSS da Ucrânia

## Filmes notáveis
- 1910 Шемелько-денщик або Хохол наплутав / Shemelko-Denshchyk, directed by Oleksandr Ostroukhov-Arbo
- 1912 Запорізька січ / Zaporizhian Sich, dirigido por Danylo Sakhnenko
- 1912 Любов Андрія / Andriy's Love, dirigido por Danylo Sakhnenko
- 1913 Полтава / Poltava, dirigido por Danylo Sakhnenko
- 1926 Ягідка кохання / Love's Berries, dirigido por Oleksandr Dovzhenko (silent film)
- 1926 Тарас Шевченко/ Taras Shevchenko, dirigido por Pyotr Chardynin
- 1926 Тарас Трясило / Taras Triasylo, dirigido por Pyotr Chardynin
- 1928 Арсенал / Arsenal, dirigido por Oleksandr Dovzhenko (silent film)
- 1928 Звенигора / Zvenyhora, dirigido por Oleksandr Dovzhenko (silent film)
- 1928 Шкурник / Leather-man, dirigido por Mykola Shpykovsky (silent film)
- 1928 Одинадцятий /The Eleventh Year, directed by Dziga Vertov (documentary film)
- 1929 Людина з кіноапаратом / Man with a Movie Camera, dirigido por Dziga Vertov (documentary film)
- 1930 Ентузіазм (Симфонія Донбасу)/ Enthusiasm, dirigido por Dziga Vertov (first Ukrainian documentary sound film)
- 1930 Земля / Earth, dirigido por Oleksandr Dovzhenko (silent film)
- 1932 Іван / Ivan, dirigido por Oleksandr Dovzhenko (silent film)
- 1932 Коліївщина / Koliyivshchyna, dirigido por Ivan Kavaleridze
- 1935 Аероград / Aerograd, dirigido por Oleksandr Dovzhenko (sci-fi)
- 1936 Наталка Полтавка / Natalka Poltavka, dirigido por Ivan Kavaleridze
- 1939 Щорс / Shchors, dirigido por Oleksandr Dovzhenko (documentary film)
- 1941 Богдан Хмельницький / Bohdan Khmelnytsky, directed by Ihor Savchenko
- 1943 Битва за нашу Радянську Україну / Battle for Soviet Ukraine, directed by Oleksandr Dovzhenko
- 1947 Подвиг розвідника / Secret Agent, directed by Borys Barnet
- 1951 Тарас Шевченко / Taras Shevchenko, directed by Ihor Savchenko
- 1952 В степах України / In the Steppes of Ukraine, directed by Tymofiy Levchuk
- 1952 Украдене щастя / Stolen Happiness, directed by Hnat Yura (by the drama of Ivan Franko)
- 1953 Мартин Боруля / Martyn Borulia, directed by Oleksiy Shvachko
- 1955 Іван Франко / Ivan Franko, directed by Tymofiy Levchuk
- 1959 Григорій Сковорода / Hryhoriy Shovoroda, directed by Ivan Kavaleridze
- 1960 Наталія Ужвій / Nataliya Uzhviy, directed by Serhiy Paradzhanov
- 1961 За двома зайцями / Chasing Two Hares, directed by Viktor Ivanov (by the play of Mykhailo Starytsky)
- 1962 Квітка на камені (Ніхто так не кохав) / Flower on the Stone, directed by Serhiy Paradzhanov
- 1963 Королева бензоколонки / Queen of the Gas Station, directed by Mykola Litus and Oleksiy Mishurin
- 1964 Тіні забутих предків / Shadows of Forgotten Ancestors, directed by Serhiy Paradzhanov
- 1964 Сон / The Dream, directed by Volodymyr Denysenko
- 1965 Гадюка / The Viper, directed by Viktor Ivchenko
- 1965 Криниця для спраглих / Well for thirsty, directed by Yuriy Illienko
- 1966 Соловей із села Маршинці / Nightingale from the Village of Marshyntsi, directed by Rostyslav Synko (musical featuring Sofia Rotaru)
- 1967 Київські мелодії / Kyiv Melodies, directed by Ihor Samborskyi
- 1968 Анничка / Annychka, directed by Borys Ivchenko
- 1968 Камінний хрест / Stone cross, directed by Leonid Osyka (by the novels of Vasyl Stefanyk)
- 1969 Ми з України / We are from Ukraine, directed by Vasyl Illiashenko
- 1970 Білий птах з чорною ознакою / White Bird with Black Mark, directed by Yuriy Illienko
- 1971 Захар Беркут / Zakhar Berkut, directed by Leonid Osyka (by the story of Ivan Franko)
- 1971 Червона рута / Chervona Ruta, directed by Roman Oleksiv (musical featuring Sofia Rotaru and Vasyl Zinkevych)
- 1972 Пропала Грамота / The Lost Letter, directed by Borys Ivchenko
- 1973 У бій ідуть лише «старі» / Only Old Men are Going to Battle, directed by Leonid Bykov
- 1974 Марина / Maryna, directed by Borys Ivchenko
- 1975 Пісня завжди з нами / Song is Always with Us, directed by Viktor Storozhenko (musical featuring Sofia Rotaru)
- 1976 Ати-бати, йшли солдати... / Aty-baty, Soldiers were Going..., directed by Leonid Bykov
- 1976 Тривожний місяць вересень / The Troubled Month of Veresen, directed by Leonid Osyka
- 1977 Весь світ в очах твоїх... / All the World is in Your Eyes, directed by Stanislav Klymenko
- 1978 Море / Sea, directed by Leonid Osyka
- 1979 Дударики / Dudaryky, directed by Stanislav Klymenko
- 1979 Вавілон XX / Babylon XX, directed by Ivan Mykolaichuk
- 1980 Чорна курка, або Підземні жителі / Black Chicken or the Underground Inhabitants, directed by Viktor Hres
- 1981 Така пізня, така тепла осінь / Such Late, Such Warm Autumn, directed by Ivan Mykolaichuk
- 1982 Повернення Баттерфляй / The Return of the Butterfly, directed by Oleh Fialko
- 1983 Колесо історії / Wheel of History, directed by Stanislav Klymenko
- 1983 Вир / Whirlpool, directed by Stanislav Klymenko
- 1984 Украдене щастя / Stolen Happiness, directed by Yuriy Tkachenko (by the drama of Ivan Franko)
- 1985 Вклонись до землі / Earth-reaching Bowing, directed by Leonid Osyka
- 1986 І в звуках пам'ять відгукнеться... / And Memory Will Recall in the Sounds..., directed by Tymofiy Levchuk
- 1987 Данило — князь Галицький / Danylo — Kniaz of Halychyna, directed by Yaroslav Lupiy
- 1988 Чорна Долина / Black Valley, directed by Halyna Horpynchenko
- 1989 Небилиці про Івана / Fables about Ivan, directed by Borys Ivchenko
- 1989 Камінна душа / Stone Soul, directed by Stanislav Klymenko
- 1989 В Далеку Путь / Taking Off, directed by Oles Yanchuk (short film)
- 1991 Голод-33 / Famine-33, directed by Oles Yanchuk
- 1991 Чудо в краю забуття / Miracle in the Land of Oblivion, directed by Natalia Motuzko
- 1992 Тарас Шевченко. Заповіт / Taras Shevchenko. Testament, directed by Stanislav Klymenko
- 1993 Гетьманські клейноди / Hetman's Regalia, directed by Leonid Osyka
- 1993 Сад Гетсиманський / Garden of Gethsemane, directed by Rostyslav Synko (by the novel of Ivan Bahriany)
- 1994 Тигролови / Tiger Catchers, directed by Rostyslav Synko (by the novel of Ivan Bahriany)
- 1995 Атентат - осіннє вбивство в Мюнхені / Assassination. An Autumn Murder in Munich, directed by Oles Yanchuk
- 1995 Москаль-чарівник / Moskal-Charivnyk, directed by Mykola Zasieiev-Rudenko
- 1997 Приятель небіжчика / A Friend of the Deceased, directed by Viacheslav Kryshtofovych
- 1998 Тупик / Dead End, directed by Hryhoriy Kokhan
- 1999 Як коваль щастя шукав / How the Blacksmith Looked for Happiness, directed by Radomyr Vasylevsky
- 2000 Нескорений / The Undefeated, directed by Oles Yanchuk
- 2001 Молитва за гетьмана Мазепу / Prayer for Hetman Mazepa, directed by Yuriy Illienko
- 2002 Чорна Рада / Chorna Rada, directed by Mykola Zasieiev-Rudenko
- 2003 Мамай / Mamay, directed by Oles Sanin
- 2004 Водій для Віри / A Driver for Vira, directed by Pavlo Chukhrai
- 2004 Залізна сотня / The Company of Heroes, directed by Oles Yanchuk
- 2004 Украдене щастя / Stolen Happiness, directed by Andriy Donchyk (by the drama of Ivan Franko)
- 2004 Між Гітлером і Сталіном — Україна в II Світовій війні / Between Hitler and Stalin, directed by Sviatoslav Novytsky (documentary film)
- 2005 День Сьомий. Півтори Години У Стані Громадянської Війни / Day Seven, directed by Oles Sanin (documentary film)
- 2005 Дрібний Дощ / Drizzle, directed by Heorhiy Deliyev (short film)
- 2005 Помаранчеве небо / The Orange Sky, directed by Oleksandr Kiriyenko
- 2006 Собор на крові / Sobor on the Blood, directed by Ihor Kobryn (documentary film)
- 2006 Музей Степана Бандери У Лондоні / Stepan Bandera Museum In London, directed by Oles Yanchuk (documentary film)
- 2006 Аврора / Aurora, directed by Oksana Bairak
- 2007 Богдан-Зиновій Хмельницький / Bohdan-Zynoviy Khmelnytskyi, directed by Mykola Mashchenko
- 2008 Сафо. Кохання без меж / Sappho. Love without Limits, directed by Robert Crombie
- 2008 Владика Андрей / Metropolitan Andrey, directed by Oles Yanchuk
- 2008 Ілюзія страху / Illusion of Fear, directed by Oleksandr Kiriyenko
- 2008 Меніни / Las Meninas, directed by Ihor Podolchak
- 2010 Щастя моє / My Joy, directed by Serhiy Loznytsia
- 2011 Вона заплатила життям / She Paid the Ultimate Price, directed by Iryna Korpan (documentary film)
- 2011 Той, хто пройшов крізь вогонь / Firecrosser, directed by Mykhailo Illienko
- 2011 Легка, як пір'їнка / Feathered Dreams, directed by Andriy Rozhen
- 2012 Деліріум / Delirium, directed by Ihor Podolchak
- 2012 Хайтарма / Haytarma, directed by Akhtem Seitablaiev
- 2013 Параджанов / Paradjanov, directed by Serge Avedikian and Olena Fetisova
- 2013 Брати. Остання сповідь / Brothers. The final confession, directed by Viktoriya Trofimenko
- 2014 Плем'я / The Tribe, directed by Myroslav Slaboshpytskyi
- 2014 Поводир / The Guide, directed by Oles Sanin
- 2014 Майдан / Maidan, directed by Serhiy Loznytsia (documentary film)
- 2015 Зима у вогні: Боротьба України за свободу / Winter on Fire: Ukraine's Fight for Freedom, directed by Yevhen Afinieievskyi (documentary film)
- 2015 Незламна / Indestructable, directed by Serhiy Mokrytskyi
- 2017 Кiборги: Герої не вмирають  / Cyborgs: Heroes Never Die, directed by Akhtem Seitablayev
- 2019 Мої думки тихі / My Thoughts Are Silent, directed by Antonio Lukich
- 2021 Носоріг / Rhino, directed by Oleh Sentsov

### Principais prêmios
| Prêmio                                              | Categoria         | Título do filme                                 | Ano  | Diretor           |
| --------------------------------------------------- | ----------------- | ----------------------------------------------- | ---- | ----------------- |
| Palma de Ouro                                       | Filme curto       | A Cruz (cross-country)                          | 2011 | Maryna Vroda      |
| Palma de Ouro                                       | Filme curto       | Podorozhni (Wayfarers)                          | 2005 | Ihor Strembitskyi |
| Urso de Prata do Prêmio do Júri na Berlinale        | Filme curto       | Ishov tramvai N°9 (o bonde N°9 vai)             | 2003 | Stepan Koval      |
| Prêmio Panorama da NYFA na Berlinale                | Filme curto       | Tyr (Galeria de Tiro)                           | 2001 | Taras Tomenko     |
| Prêmio FIPRESCI                                     | Prêmio FIPRESCI   | Lebedyne Ozero - Zona (Lago dos Cisnes. A zona) | 1990 | Yuriy Illienko    |
| Prêmio da Juventude no Festival de Cinema de Cannes | Filme estrangeiro | Lebedyne Ozero - Zona (Lago dos Cisnes. A zona) | 1990 | Yuriy Illienko    |

## Atores

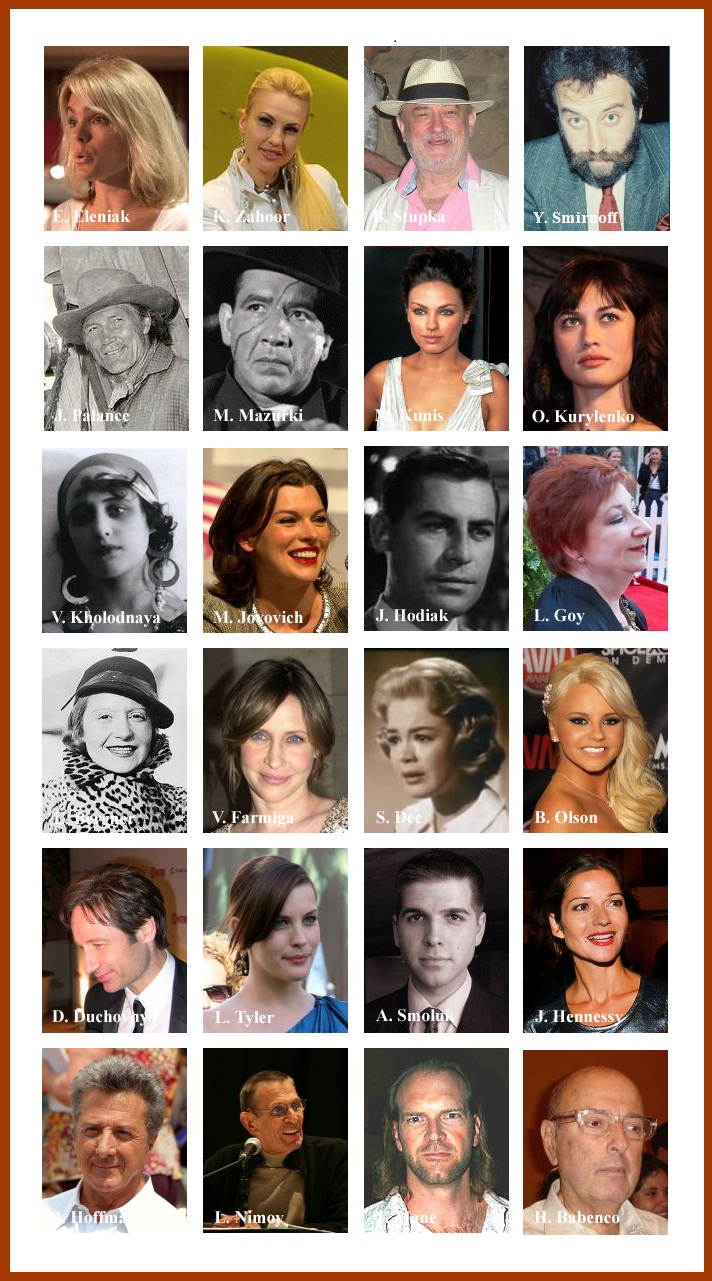
Atores e atrizes mundialmente famosos relacionados aos ucranianos ou à Ucrânia

### Atores ucranianos
- Fedir Stryhun (1 de novembro de 1939)
- Bohdan Kozak (27 de novembro de 1940)
- Ivan Mykolaichuk (15 de junho de 1941 - 3 de agosto de 1987)
- Bohdan Stupka (27 de agosto de 1941 - 22 de julho de 2012)
- Rayisa Nedashkivska (17 de fevereiro de 1943)
- Mykhailo Holubovych (27 de novembro de 1940)
- Ivan Havryliuk (25 de outubro de 1948)
- Serhiy Romaniuk (21 de julho de 1953 - 3 de maio de 2019)
- Bohdan Beniuk (26 de maio de 1957)
- Ruslana Pysanka (17 de novembro de 1965 - 19 de julho de 2022)
- Taisia Povaliy (10 de dezembro de 1965)

### Atores da diáspora ucraniana
- Vira Kholodna (1893-1919)
- Gregory Hlady (4 de dezembro de 1954)
- David Vadim (28 de março de 1972)
- Eugene Hütz (6 de setembro de 1972)
- Oleg Prudius (27 de abril de 1972)
- Vera Farmiga (6 de agosto de 1973)
- Milla Jovovich (17 de dezembro de 1975)
- Katheryn Winnick (17 de dezembro de 1977)
- Olga Kurylenko (14 de novembro de 1979)
- Mila Kunis (14 de agosto de 1983)

Imigrantes da Ucrânia eram pais ou avós de Serge Gainsbourg, Leonard Nimoy, Vira Farmiga, Taissa Farmiga, Steven Spielberg, Dustin Hoffman, Sylvester Stallone, Kirk Douglas, Leonardo DiCaprio, Winona Ryder, Whoopi Goldberg, Edward Dmytryk, Lenny Kravitz e Zoë Kravitz, ilusionista David Copperfield, animador Bill Tytla .

## Diretores

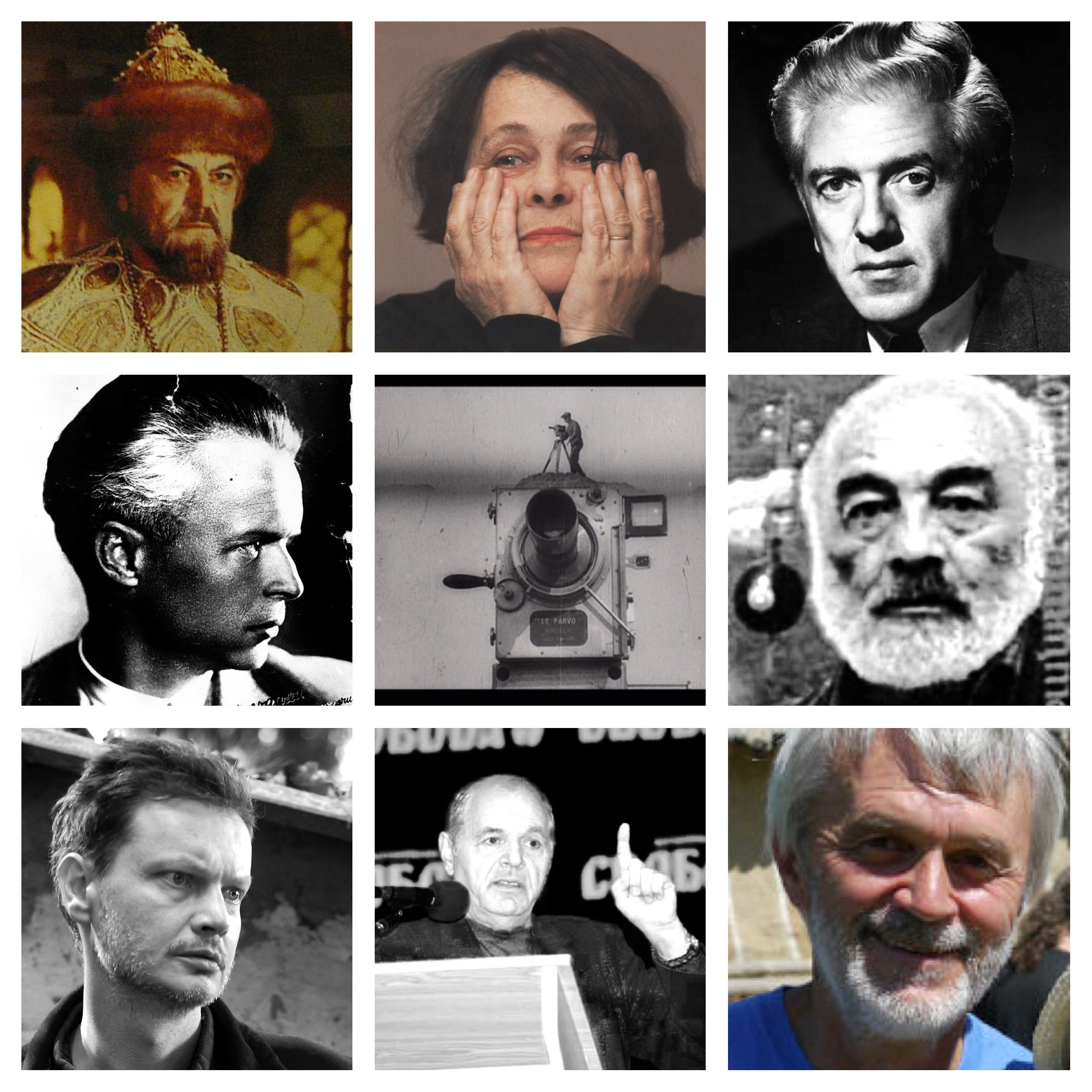
Serhiy Bondarchuk, Kira Muratova, Anatole Litvak, Alexander Dovzhenko, Dziga Vertov, Sergei Parajanov, Ihor Podolchak, Yuriy Illienko, Mykhailo Illienko

### Diretores ucranianos
- Oleksandr Dovzhenko ( September 10 [Calend. juliano: August 29] 1894    - 25 de novembro de 1956)
- Viktor Ivchenko (4 de novembro de 1912 — 6 de novembro de 1972)
- Leonid Bykov (12 de dezembro de 1928 - 11 de abril de 1979)
- Mykola Mashchenko (2 de janeiro de 1929 - 2 de maio de 2013)
- Vadym Illienko (3 de julho de 1932 - 8 de maio de 2015)
- Yuriy Illienko (16 de julho de 1936 - 15 de junho de 2010)
- Leonid Osyka (8 de março de 1940 - 16 de setembro de 2001)
- Mykhailo Illienko (29 de junho de 1947)
- Andriy Donchyk (11 de setembro de 1961)
- Ihor Podolchak (9 de abril de 1962)
- Myroslav Slaboshpytskyi (17 de outubro de 1974)
- Vyacheslav Krishtofovich
- Sergiy Masloboyschikov
- Maryna Vroda

### Diretores de origem não ucraniana
- Dziga Vertov (2 de janeiro de 1896 - 12 de fevereiro de 1954)
- Anatole Litvak (10 de maio de 1902 - 15 de dezembro de 1974)
- Sergei Bondarchuk (25 de setembro de 1920 - 20 de outubro de 1994)
- Grigori Chukhrai (23 de maio de 1921 - 28 de outubro de 2001)
- Sergei Parajanov (9 de janeiro de 1924 - 20 de julho de 1990)
- Kira Muratova (5 de novembro de 1934)
- Larisa Shepitko (6 de janeiro de 1938 - 2 de junho de 1979)
- Roman Balayan (15 de abril de 1941)
- Sergei Loznitsa (5 de setembro de 1964)